# 268
268 (CCLXVIII) je bilo prestopno leto, ki se je po julijanskem koledarju začelo na sredo.

## Dogodki
- Goti oplenijo Atene, Korint in Sparto.